# 前稜蜥屬
前稜蜥屬（學名：Procolophon）是種已滅絕副爬行動物，是前稜蜥科的一屬，外表類似蜥蜴，在二疊紀-三疊紀滅絕事件中存活下來，之後在蜥类演化的早期過程中逐漸滅亡，消失於三疊紀早期。
前稜蜥的身長被估計約30公分。前稜蜥的頭骨是無洞孔的，但有幾種獨自地演化出顳顬孔。兩頰各有一個往後生長的尖狀物，功用仍在爭論中，可能是肌肉附著用。眼睛很大，可能擁有敏銳的日間或夜間視覺。牙齒呈樁狀，可能用來磨碎植物。頭骨前部很短、鈍狀，鼻孔非常接近嘴部。
脊椎骨很結實，胸腔由許多小型虛弱的肋骨環繞者。腿部粗短，有短指骨，顯示者這些水桶腰的動物跑不快。

## 種
巴西前稜蜥（P. brasiliensis）與其他種的差異在於齒列與犁骨鼻骨，化石被發現於巴西的Paleorrota地質公園，屬於Sanga do Cabral組地層。
P. pricei的化石發現於南非、南極、巴西；巴西化石也是發現於Paleorrota地質公園的Sanga do Cabral組地層。這個種生存於三疊紀早期，約2億5100萬到2億4700萬年前。
P. trigoniceps的化石發現於南非、南極、巴西；巴西化石也是發現於Paleorrota地質公園的Sanga do Cabral組地層。